# Каримов, Камиль Адгамович
Камиль Адгамович Каримов (тат. Камил Әдһәм улы Кәримов; род. 1 июля 1950, Шали, Пестречинский район, Татарская АССР, РСФСР, СССР) — советский и российский журналист, писатель, поэт, сатирик. Народный писатель Республики Татарстан (2024), заслуженный деятель искусств Республики Татарстан (2011), заслуженный работник культуры Республики Татарстан (2000). Лауреат Государственной премии Республики Татарстан имени Габдуллы Тукая (2018).
Из крестьянской семьи, родился в год гибели отца — участника Великой Отечественной войны. После школы работал буровиком в мелиоративной отрасли, затем уехал в Батайск, где окончил профессиональное училище, после чего переехал в Казань, устроившись сантехником. Одновременно начал заниматься писательством, а в 1980 году окончил Казанский институт культуры, связав свою дальнейшую жизнь с литературой. В 1983 году принят в члены Союза писателей СССР. Был ответственным редактором литературного альманаха «Идел» (1983—1988), ответственным секретарём журнала «Чаян» (1988–2000), с 2000 года занимает пост редактора отдела прозы в журнале «Казан утлары». В своём творчестве выступает как наблюдательный автор, умеющий заметить простого человека, рассказать о его радостях и горестях. Ряд произведений посвящены людям труда, где Каримову как профессиональному журналисту удалось создать искусное и убедительное повествование, не лишённое доли автобиографии бывшего буровика. Он искусно владеет татарским фольклором, сатирой, иронией, умело их вплетает в свою прозу, а также выступает как пародист и автор юмористических передач на телевидении.

## Биография
Камиль Адгамович Каримов родился 1 июля 1950 года в селе Шали Пестречинского района Татарской АССР. Из крестьянской семьи. Отец — Адгам — ветеринар по профессии, участник Великой Отечественной войны, кавалер ордена Славы, умер в год рождения Камиля от последствий боевых ранений. Мать — Мадина — всю жизнь проработала в колхозе, в одиночку воспитав и вырастив троих детей. Её первый муж, Салахуддин Миннегалиев, пропал без вести в 1941 году, когда их общему сыну было шесть месяцев.
Окончив среднюю школу, с 1969 года работал дизелистом буровых установок в системе треста «Татмелиоводстрой» и параллельно стал осваивать профессию механика. Через год по направлению уехал в Батайск Ростовской области, где продолжил обучение в профессионально-техническом училище мастеров бурения. Получив в 1972 году профессию, уехал в Казань, где сначала был бурильщиком водяных скважин, затем работал слесарем-сантехником. В 1976 году поступил на дневное отделение режиссёрского факультета Казанского института культуры, который окончил в 1980 году.
После получения образования некоторое время был корреспондентом в республиканской детской газете «Яшь ленинчы», затем почти два года работал сотрудником бюро пропаганды родной литературы при Союзе писателей ТАССР. В 1983 году вступил в КПСС. В 1983—1988 годах занимал пост ответственного редактора литературного альманаха «Идел», а в 1988–2000 годах был ответственным секретарём журнала «Чаян». В 2000 году стал редактором отдела прозы в журнале «Казан утлары», где работает уже более 20 лет. Активно участвует в работе редакции, открывает молодые таланты, знакомит читателей журнала с новыми литературными произведениями.
Член Союза писателей СССР (Татарстана) с 1983 года. Автор таких книг, как «Ундүрт яшьтә» («В четырнадцать лет», 1981), «Бәхетле кеше» («Счастливый человек», 1984), «Вәгъдә» («Клятва верности», 1985), «Күләгәдә төлке бар» («Лиса в тени», 1990), «Үзеңне бел» («Посмотри на себя», 1997), «Ком сәгате» («Песочные часы», 2000), «Өй артында шомыртым» («Черёмуха за околицей», 2003), «Сакау күке» («Картавая кукушка», 2005), «Уен» («Игра», 2010), «Карурманда кара песи» («Чёрный кот в тёмном лесу», 2015), «Игезәкләр йолдызлыгы» («Созвездие близнецов», 2016).
Удостоен званий заслуженного работника культуры Республики Татарстан (2000), заслуженного деятеля искусств Республики Татарстан (2011). Является лауреатом литературных премий имени Ф. Хусни (2004), Г. Афзала (2016), Ш. Маннура (2021). Неоднократно выдвигался на Государственную премию Республики Татарстан имени Г. Тукая, которую получил в 2018 году за две книги.

## Очерк творчества
Во время учёбы в школе стал собирать анекдоты, татарский фольклор. Первые стихи были напечатаны в районной газете, побеждал также в поэтическом конкурсе журнала «Ялкын». Профессионально начал публиковаться в 1975 году в республиканской печати, в газетах «Яшь ленинчы», «Татарстан яшьләре», «Социалистик Татарстан», журналах «Казан утлары», «Чаян», «Идел». Творит в жанре прозы, является автором сборников очерков, повестей, рассказов, юмористических произведений. Уже к началу 1980-х годов Каримов зарекомендовал себя опытным прозаиком, сравнивавшимся с Ф. Хусни по наблюдательности, способности создать интересный и увлекательный сюжет. Сам же своим учителем в литературе называет Г. Афзала. Некоторые критики сравнивают его произведения с работами Ш. Мухаммадова, З. Хади, М. Амира, М. Магдеева.
Первый сборник рассказов под названием «Ундүрт яшьтә» («В четырнадцать лет») вышел в 1981 году. Уже с первых публикаций у молодого прозаика Каримова проявился его характерный авторский стиль, представляющий собой сочетание лиризма и юмора. Главными героями произведений того времени, в основном, являются дети и подростки, Каримов рассказывает о жизни современной сельской молодёжи, подкупая читателя плотным повествованием, особой манерой письма. Постепенно творчество Каримова ещё более окрепло в содержательно-тематическом и жанровом плане, усилилась юмористическая интонация, переходящая в сатиру, начали появляются более масштабные по объёму произведения.
К тематике романов Каримова имеет прямое отношение журналистская работа, сюжет он строит на основе увиденного и узнанного, стараясь идти своим путём и никого не повторять. В 1999 году в двух номерах журнала «Казанские огни» был опубликован первый роман Каримова под названием «Ком сәгате» («Песочные часы»), задуманный как дилогия. Рассказ о жизни и труде мелиораторов, о поступках, мыслях и стремлениях добытчиков воды, об их попытках жить по-человечески, получил высокую оценку литературной критики и читателей благодаря искусному и убедительному повествованию. В 2003 году в том же журнале вышла и вторая часть дилогии — «Сакау күке» («Картавая кукушка»). В дальнейшем создал целый ряд романов, объединённых рассказом о современной жизни, своём поколении, современниках, друзьях, представителях творческих профессий.
Взяв прототипов для своих героев из знакомой и близкой среды, Каримов пытается соотнести с происходящим в романе свою личную биографию, в результате чего его произведения напоминают документальную прозу, или даже чистую автобиографию. Восхваляя героев честного труда, таких как бурильщики, добытчики воды, Каримов проводит мысль о том, что всё богатство создано простыми людьми, заставляет совершенно обыкновенного читателя увидеть в героях романа самого себя, свою судьбу, частицу собственной жизни. Так, большое смысловое значение у него имеет тема воды, как опасной стихии, так и основы для существования человечества — этот образ позволяет писателю полноценно раскрыть трагические события из жизней людей, её завихрения и повороты.
По отзывам литературоведов, Каримов занимает особое место в татарской литературе, связывая её прошлое с настоящим и будущим. Как писатель он умеет подметить жизненные особенности, отразить психологические состояния и переживания своих героев. Каримов владеет богатым, метким и доходчивым языком, прибегает к использованию особенностей живой деревенской речи, вплетает в текст крылатые выражения и афоризмы, переплетая повествование с юмором. Не ломая жанр классического романа, мастерски владеет умением создать качественный текст, в его прозе, по словам критиков, нет неполных или пустых предложений, каждое из них содержит в себе смысловую нагрузку. Несмотря на татарскую специфику произведений, творчество Каримова достаточно известно за рубежом, в тюркоязычных странах.
В своих произведениях Каримов часто обращается к проблемам сегодняшнего дня, он верно отражает современные реалии, даёт объективную оценку социальных явлений, описывая их сочными и яркими красками, переживает и одновременно обличает. Такой язык писателя характеризуется как иронический реализм и, по оценкам литературоведов, «напоминает сыплющиеся крупные горошины, причём не знаешь, куда они отскочат и куда попадут — то ли в лоб, то ли в другое место». При всём описании такого непростого бытия Каримов рождает у читателя оптимизм и надежду, отмечая, что мы, народ, «тоскуем по прошлому, но возвращаться назад не хотим, боимся будущего, а сами тянемся вперёд».
Литературное творчество Каримова тесно связано с эстрадой. Будучи мастером художественного слова и обладая талантом пародиста, он сам исполнял со сцены свои собственные произведения, острые, написанную «на злобу дня», неизменно срывая аплодисменты. Так, в 1988—2000 годах Каримов выступал автором и ведущим ряда телевизионных юмористических передач, таких как «Шаян сәхнә», «Ачык сәхнә», «Каз өмәсе», «Көмеш кыңгырау», существующих до сих пор и пользующихся популярностью у зрителей.

## Награды

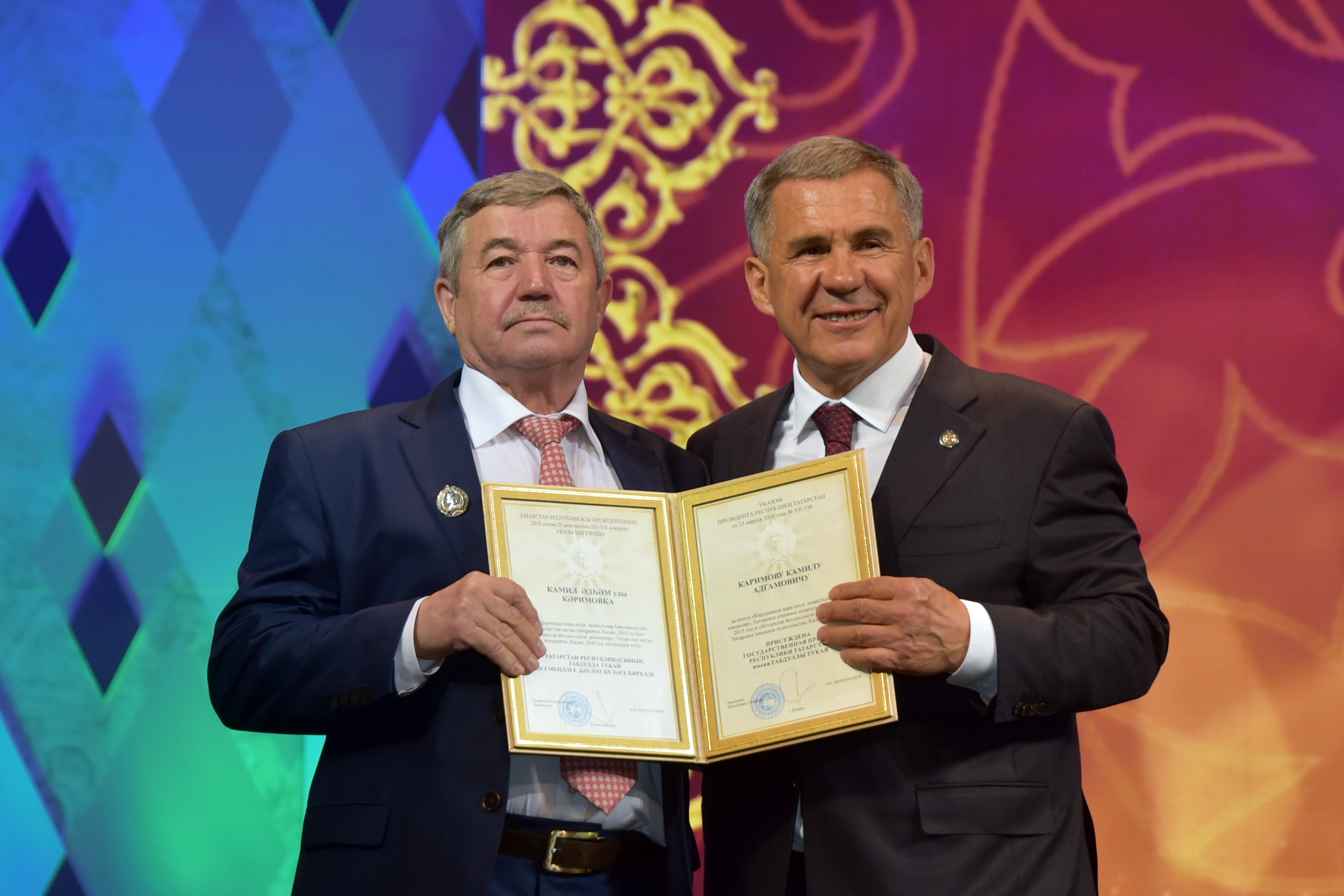
На вручении премии Тукая, 2018 год

- Почётное звание «Народный писатель Республики Татарстан» (2024 год) — за большой вклад в развитие татарской литературы и многолетнюю творческую деятельность[36].
- Почётное звание «Заслуженный работник культуры Республики Татарстан[тат.]» (2000 год)[1][6].
- Почётное звание «Заслуженный деятель искусств Республики Татарстан» (2011 год)[10][6].
- Государственная премия Республики Татарстан имени Габдуллы Тукая (2018 год) — за книги «Карурманда кара песи: повестьлар хэм хикәяләр», Татарское книжное издательство, Казань, 2015 год, и «Игезәкләр йолдызлыгы: романнар», Татарское книжное издательство, Казань, 2016 год[37]. Вручена президентом Республики Татарстан Р. Н. Миннихановым на церемонии в Татарском академическом государственном театре оперы и балета имени М. Джалиля[38].
- Премия имени Ф. Хусни (2004 год)[39].
- Премия имени Г. Афзала (2015 год)[40].
- Премия[тат.] имени Ш. Маннура (2021 год)[41].
- Премия Республиканского журналистского конкурса «Бәллүр каләм — Хрустальное перо» в номинации «За верность делу» (2019 год)[42].
- Благодарственное письмо председателя Государственного Совета Республики Татарстан (2020 год)[43].

## Личная жизнь
Жена — Клара, библиотекарь, познакомились во время учёбы в институте, в браке более 30 лет. Двое детей — сын Рушан и дочь Алсу. Есть внуки. Увлекается игрой на курае, любит розыгрыши.